# Löbtau
Löbtau is een stadsdeel in het westen van de Duitse stad Dresden, in de deelstaat Saksen. Löbtau telde in 2012 19.320 inwoners.
De oudste schriftelijke vermelding van het dorp Löbtau stamt uit het jaar 1068. De plaats is daarmee 138 jaar ouder dan de stad Dresden. De 19e eeuw was een tijd van sterke groei voor Löbtau. In 1834 telde de plaats 134 inwoners. In 1903 werd Löbtau, samen met enkele omliggende plaatsen, geannexeerd door Dresden. Löbtau had op dat moment 39.000 inwoners. Tijdens de Tweede Wereldoorlog was er in Löbtau wel schade door bombardementen, maar bij het grote bombardement op Dresden in 1945 werd Löbtau grotendeels gespaard.

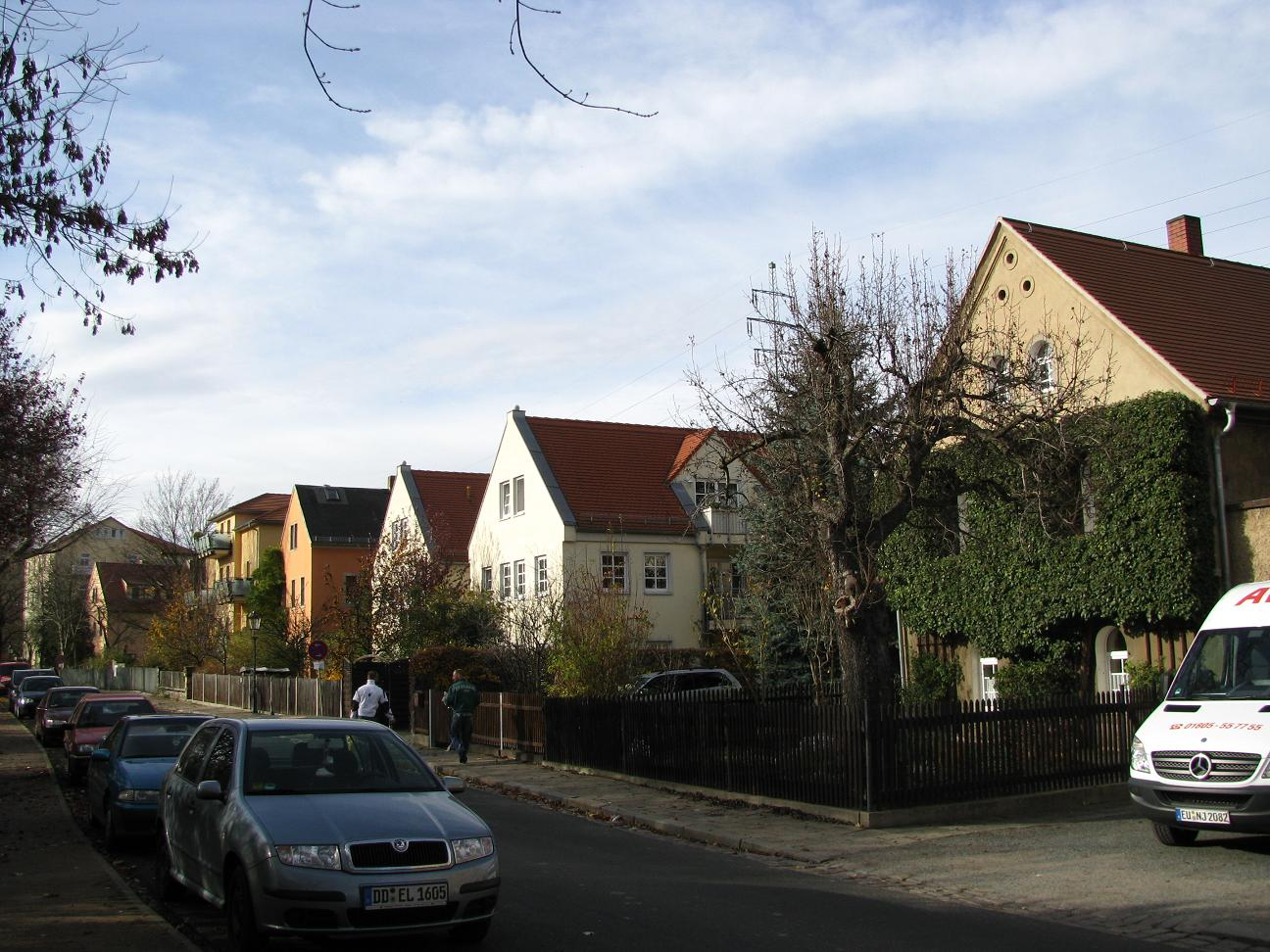
Oude dorpskern